# Lam sẫm
 #000080 
Màu lam sẫm (ultramarine), hay còn gọi là màu xanh hải quân, là biến thái sẫm màu của màu xanh lam. Một số người nhầm màu này với màu đen, đặc biệt khi nó liên quan đến màu quần áo. Nó có tên gọi xanh hải quân do đồng phục của Hải quân Hoàng gia Anh có màu này từ năm 1748 và sau đó được chấp nhận bởi các lực lượng hải quân khác trên thế giới.

## Tọa độ màu
```
Số Hex
 = #000080

RGB
  (r, g, b) = (0, 0, 128)

CMYK
 (c, m, y, k)  = (100, 100, 0, 50)

HSV
 (h, s, v) = (240, 100, 50)
```